# Délután

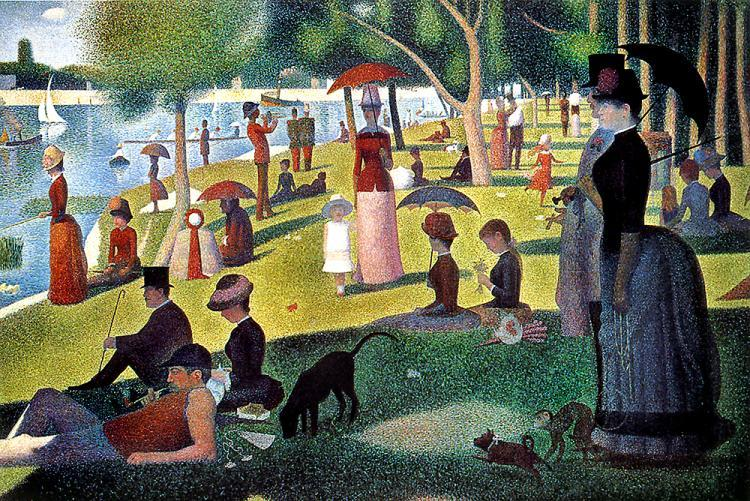
Georges Seurat festménye: Egy vasárnap délután a La Grande Jatte szigeten

A délután (rövidítve: du.) egy napszak, amely a dél végétől az este kezdetéig tart. A hossza nincs meghatározva. Magyar nyelven nincs külön köszönés erre a napszakra, ilyenkor Jó napot (kívánok)ot szokás mondani.

## Története
Az ókori Rómában pontosan meg volt határozva a délután ideje, ez volt a nappal harmadik negyede.

## Események
Ilyenkor ér véget a munkaideje a napközben dolgozóknak, illetve a tanítás a nappali szakos tanulóknak.

## Fordítás
Ez a szócikk részben vagy egészben  a   Nachmittag című német Wikipédia-szócikk fordításán alapul.  Az eredeti cikk szerkesztőit annak laptörténete sorolja fel. Ez a jelzés csupán a megfogalmazás eredetét és a szerzői jogokat jelzi, nem szolgál a cikkben szereplő információk forrásmegjelöléseként.